# Augusto de Armas
Augusto de Armas (La Habana, 19 de enero de 1869 - Courbevoie, Francia, agosto de 1893) fue un poeta cubano que escribió en francés la práctica totalidad de su obra. 
Aunque educado en Cuba, se trasladó en 1888 a París, donde trabajó como periodista. En 1891 publicó su único libro de poemas, en francés, titulado Rymes bizantines. Dejó otro libro inédito, titulado Le poème d'un cerveau.
Actuó como una especie de mentor literario de Manuel Baldomero Ugarte durante los años que este escritor, político y diplomático argentino pasó en París, durante su juventud.